# Phylloxeroxenus pechipariensis
Phylloxeroxenus pechipariensis är en stekelart som beskrevs av Durgadas Mukerjee 1981. Phylloxeroxenus pechipariensis ingår i släktet Phylloxeroxenus och familjen kragglanssteklar. Inga underarter finns listade i Catalogue of Life.